# IA slop
„IA slop”, adesea denmit simplu „slop”, este un termen folosit pentru media de calitate scăzută, inclusiv texte și imagini, realizate folosind tehnologia inteligenței artificiale generative, caracterizate printr-o lipsă inerentă de efort, fiind în schimb generate într-un volum copleșitor. Inventat în anii 2020, termenul are o conotație peiorativă similară cu „spam”.
Slop-ul de inteligență artificială a fost definit în diverse moduri ca fiind „dezordine digitală”, „conținut de umplutură [care prioritizează] viteza și cantitatea în detrimentul substanței și a calității” și „conținut de inteligență artificială de calitate inferioară sau nedorit în rețelele sociale, arte, cărți și [...] rezultatele căutărilor online”.
Jonathan Gilmore, profesor de filozofie la City University of New York, descrie materialul ca având un „stil incredibil de banal și realist”, ușor de procesat pentru privitor.

## Originea termenului
Pe măsură ce primele modele lingvistice mari (LLM) și modelele de difuzie a imaginilor au accelerat crearea de conținut scris și imagini de volum mare, dar de calitate scăzută, au început discuții între jurnaliști și pe platformele sociale pentru termenul potrivit pentru acest aflux de materiale. Termenii propuși au inclus „gunoi AI”, „poluare AI” și „zgură generată de AI”. Primele utilizări ale termenului „slop” ca descriptor pentru material AI de calitate scăzută au apărut ca reacție la lansarea generatoarelor de imagini AI în 2022. Utilizarea sa timpurie a fost remarcată printre comentatorii 4chan, Hacker News și YouTube ca o formă de argou.
Programatorul britanic Simon Willison este considerat unul dintre primii susținători ai termenului „slop” (deșeuri) în mass-media, folosindu-l pe blogul său personal în mai 2024. Cu toate acestea, el a spus că termenul era folosit cu mult înainte de a începe să-l promoveze.
Termenul a câștigat o popularitate sporită în al doilea trimestru al anului 2024, parțial datorită utilizării de către Google a modelului său de inteligență artificială Gemini pentru a genera răspunsuri la interogările de căutare și a fost criticat pe scară largă mediaîn al patrulea trimestru al anului 2024.

## Pe rețelele de socializare

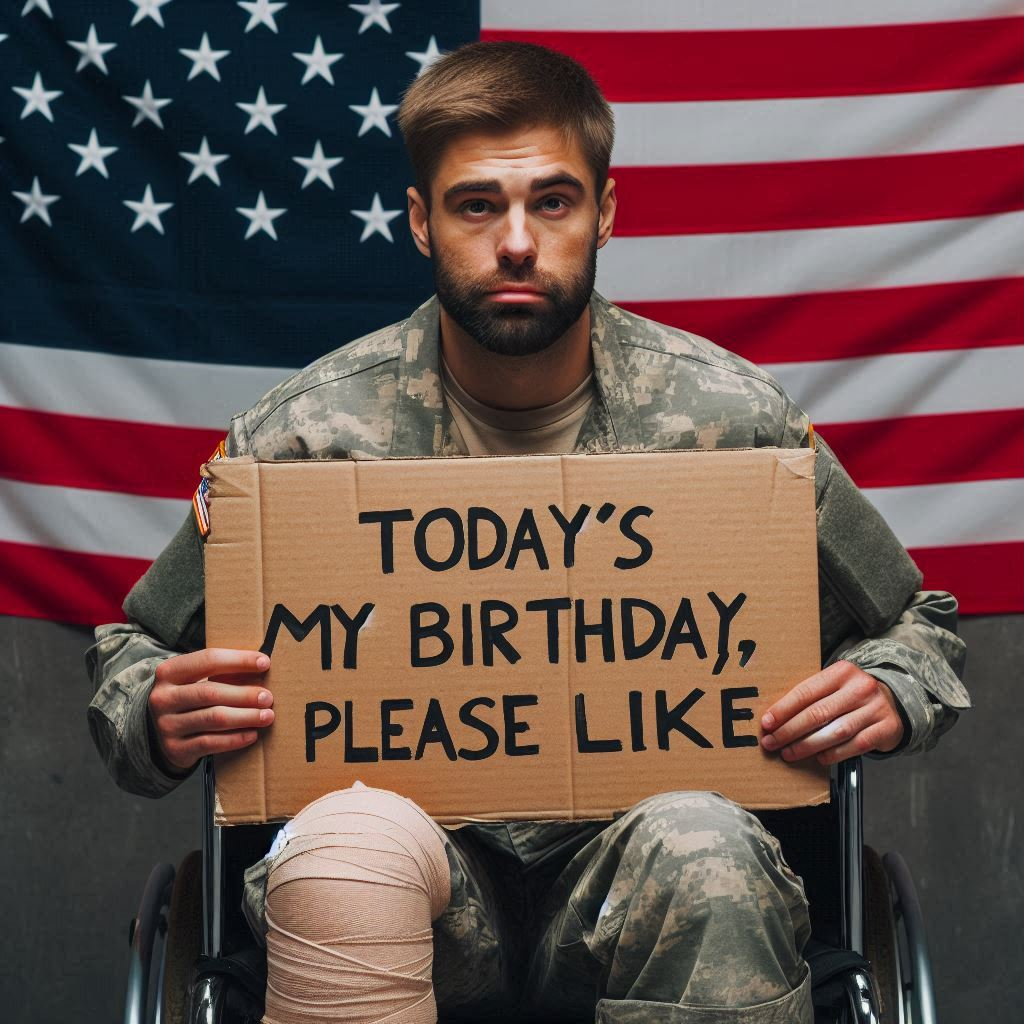
Imagine generată folosind o provocare concepută pentru a atrage un public american, dintr-un seminar în limba hindi : „soldat veteran american care ține o pancartă de carton pe care scrie «astăzi este ziua mea, vă rog să dați like» rănit în luptă veteran de război steag american”

Imaginile și videoclipurile bazate pe inteligență artificială au proliferat pe rețelele de socializare parțial pentru că generau venituri pentru creatorii săi de pe Facebook și TikTok, problema afectând în special Facebook. Acest lucru stimulează persoanele din țările în curs de dezvoltare să creeze imagini care atrag publicul din Statele Unite, ceea ce duce la rate de publicitate mai mari.
Jurnalistul Jason Koebler a speculat că natura bizară a unei părți din conținut s-ar putea datora faptului că creatorii au folosit prompturi în hindi, urdu și vietnameză (limbi care sunt subreprezentate în datele de antrenament ale modelului) sau au folosit metode neregulate de conversie a vorbirii în text pentru a-și traduce intențiile în engleză.
Într-o declarație acordată revistei New York, un creator kenyan de slop-uri Ai a descris cum a oferit mesaje ChatGPT precum „SCRIE-MI 10 POZE CU ISUS CARE VOR ADUCE UN PUTERNIC RĂSPUN PE FACEBOOK”, apoi a introdus aceste mesaje create într-un serviciu de inteligență artificială text-imagine, cum ar fi Midjourney.
Imaginile cu plante generate de inteligența artificială și dezinformările despre îngrijirea plantelor au proliferat pe rețelele de socializare. Comercianții online au folosit imagini cu flori generate de inteligența artificială pentru a vinde semințe de plante care nu există în realitate. Multe comunități online de plante de apartament au interzis conținutul generat de inteligența artificială, dar se luptă să modereze volume mari de conținut postat de boți.

## În politică
În august 2024, The Atlantic a remarcat că tehnologia bazată pe inteligență artificială (IA) începea să fie asociată cu dreapta politică din Statele Unite, care o folosea pentru shitposting și rage farming pe rețelele de socializare, tehnologia oferind „conținut ieftin, rapid și la cerere”.
Slop-ul AI este frecvent utilizat în campaniile politice, în încercarea de a atrage atenția prin intermediul „content farming” - generarea unei cantități mari de conținut web pentru a satisface algoritmii și a optimiza regăsirea prin motoarele de căutare (SEO). În august 2024, Donald Trump a postat o serie de imagini generate de inteligență artificială pe platforma sa de socializare, Truth Social, care îi înfățișau pe fanii cântăreței Taylor Swift purtând tricouri cu mesajul „Swifties for Trump”, precum și o fotografie cu cântăreața însăși, care părea să susțină campania prezidențială a lui Trump din 2024. Imaginile provin de pe contul conservator de Twitter @amuse, care a postat numeroase imagini create cu inteligență artificială dinaintea alegerilor din Statele Unite din 2024, imagini distribuite de alte personalități importante din Partidul Republican al SUA, cum ar fi Elon Musk, care a susținut public utilizarea inteligenței artificiale generative, consolidând această asociere.
În urma uraganului Helene din SUA, membrii Partidului Republican au difuzat o imagine generată de inteligență artificială a unei fetițe care ținea un cățeluș în brațe în timpul unei inundații și au folosit-o ca dovadă a eșecului președintelui Joe Biden de a răspunde dezastrului.
Versiunea inițială a raportului MAHA privind problemele de sănătate a copiilor, publicată de o comisie sub conducerea secretarului Departamentului de Sănătate și Servicii Umane al SUA, Robert F. Kennedy Jr., a citat referințe inexistente și denaturate, generate cu ajutorul inteligenței artificiale.

## În publicitate

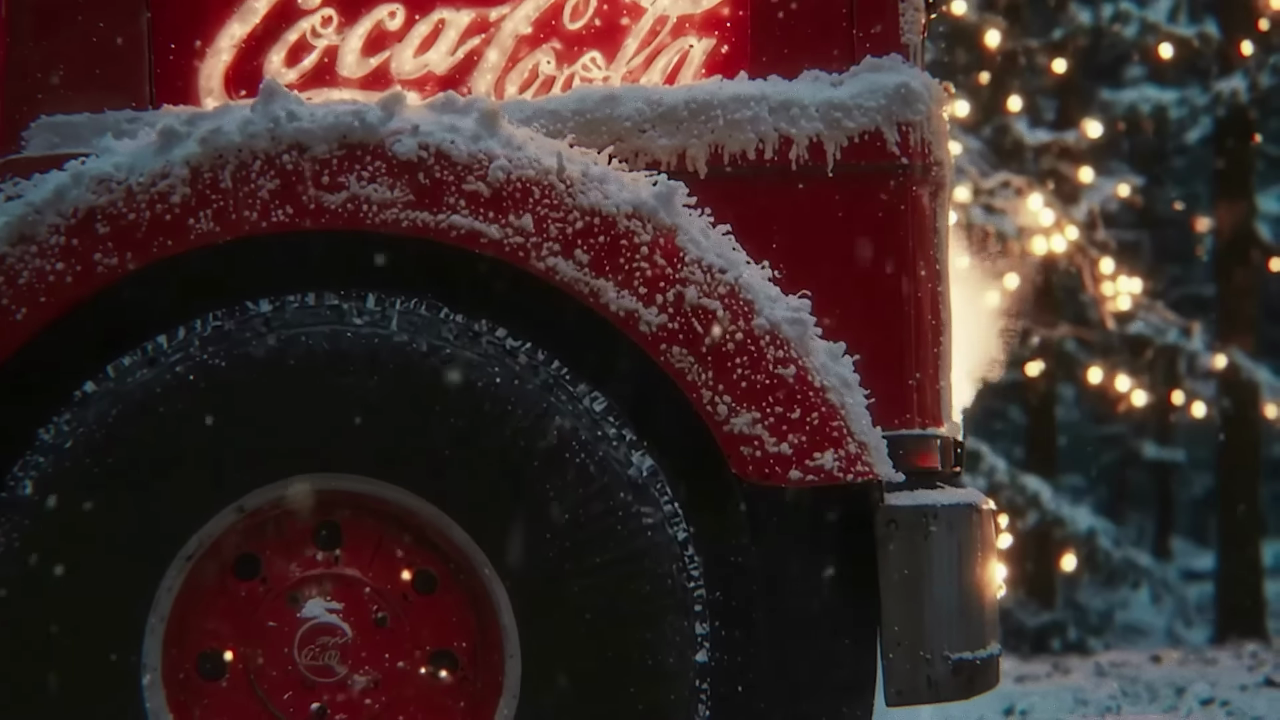
Captură de ecran dintr-una dintre reclamele de sărbători Coca-Cola asistate de inteligență artificială, care arată sigla Coca-Cola scrisă greșit ca „Coca-Coola”.

În noiembrie 2024, Coca-Cola a folosit inteligența artificială pentru a crea trei reclame ca parte a campaniei sale anuale de sărbători. Aceste videoclipuri au fost imediat întâmpinate negativ atât din partea spectatorilor ocazionali, cât și a artiștilor; animatorul Alex Hirsch, creatorul filmului Gravity Falls, a criticat decizia companiei de a nu angaja artiști umani pentru a crea reclama. Ca răspuns la feedback-ul negativ, compania și-a apărat decizia de a utiliza inteligența artificială generativă, afirmând că „Coca-Cola va rămâne întotdeauna dedicată creării de lucrări de cel mai înalt nivel la intersecția dintre creativitatea umană și tehnologie”.
În martie 2025, Paramount Pictures a fost criticată pentru utilizarea scripturilor și narațiunii bazate pe inteligență artificială într-un videoclip de pe Instagram care promova filmul Novocaine. Reclama folosește o voce robotică bazată pe inteligență artificială într-un stil similar videoclipurilor spam de calitate scăzută, bazate pe inteligență artificială, produse de fermele de conținut. A24 a primit reacții similare pentru lansarea unei serii de postere generate de inteligență artificială pentru filmul din 2024, Civil War. Un poster pare să înfățișeze un grup de soldați într-o plută asemănătoare unui tanc, pregătindu-se să tragă asupra unei lebede mari, o imagine care nu seamănă cu evenimentele din film.
În aceeași lună, Activision a postat diverse reclame și postere pentru jocuri video false, cum ar fi „Guitar Hero Mobile”, „Crash Bandicoot: Brawl” și „Call of Duty: Zombie Defender”, toate realizate folosind inteligență artificială generativă pe platforme precum Facebook și Instagram, pe care mulți le-au etichetat drept IA slop. Intenția postărilor a fost ulterior declarată de a servi drept un sondaj de interes pentru posibile titluri ale companiei. Tendința italiană a inteligenței artificiale „brainrot”- crearea de meme suprarealiste caracterizate prin imagini absurde cu creaturi generate de IAcărora li se dau nume pseudo-italiene a fost adoptată pe scară largă de către agenții de publicitate pentru a se adapta publicului mai tânăr.

## În listările de evenimente
Grafica promoțională fantastică pentru evenimentul Willy's Chocolate Experience din 2024, caracterizată drept „IA-slop”, a indus în eroare publicul, convins să participe la un eveniment care a avut loc într-un depozit decorat superficial. Biletele au fost comercializate prin intermediul reclamelor de pe Facebook care afișau imagini generate de inteligența artificială, fără fotografii autentice ale locației.
În octombrie 2024, s-a raportat că mii de oameni s-au adunat pentru o paradă de Halloween inexistentă în Dublin, ca urmare a unei listări pe un site web de agregare a listărilor, MySpiritHalloween.com, care folosea conținut generat de inteligență artificială. Listarea a devenit virală pe TikTok și Instagram. O paradă similară avusese loc anterior în Galway. Dublin găzduise parade în anii precedenți, deși nu a existat nicio paradă în 2024. Un analist a caracterizat site-ul web, care părea să folosească fotografii ale personalului generate de inteligență artificială, ca fiind probabil bazat pe inteligența artificială „pentru a crea conținut rapid și ieftin acolo unde există oportunități”. Proprietarul site-ului a declarat: „I-am cerut lui ChatGPT să scrie articolul pentru noi, dar nu a fost ChatGPT singur”. În trecut, site-ul eliminase evenimente inexistente atunci când a fost contactat de locațiile lor, dar în cazul paradei din Dublin, proprietarul site-ului a spus că „nimeni nu a raportat că aceasta nu va avea loc”. MySpiritHalloween.com și-a actualizat pagina pentru a anunța că parada fusese „anulată” atunci când au aflat de problemă.

## În cărți
Librăriile online și furnizorii de cărți pentru biblioteci au acum multe titluri scrise de inteligență artificială și care nu sunt organizate în colecții de către bibliotecari. Furnizorul de media digitală Hoopla, care furnizează bibliotecilor cărți electronice și conținut descărcabil, are cărți generative bazate pe inteligență artificială cu autori fictivi și de calitate îndoielnică, care costă bibliotecile bani atunci când sunt împrumutate de utilizatori.

## În jocurile video
Jocul Call of Duty: Black Ops 6 include resurse generate de inteligența artificială. Încă de la lansarea inițială a jocului, mulți jucători au acuzat Treyarch și Raven Software că folosesc inteligența artificială pentru a crea resurse în joc, inclusiv ecrane de încărcare, embleme și cărți de vizită. Un exemplu particular a fost un ecran de încărcare pentru modul de joc cu zombi care îl înfățișa pe „Necroclaus”, un Moș Crăciun zombificat cu șase degete la o mână, o imagine care avea și alte nereguli. Apariția anterioară din franciza Call of Duty a fost, de asemenea, acuzată că vinde cosmetice generate de inteligența artificială.
În februarie 2025, Activision a dezvăluit utilizarea de către Black Ops 6 a inteligenței artificiale generative pentru a respecta politicile Valve privind produsele generate sau asistate de IA pe Steam. Activision declară pe pagina produsului jocului de pe Steam că „Echipa noastră folosește instrumente de IA generativă pentru a ajuta la dezvoltarea unor resurse din joc”.
În 2024, Rovio Entertainment a lansat o versiune demo a unui joc mobil numit Angry Birds: Block Quest pentru Android. Jocul conținea imagini generate de inteligență artificială pentru ecranele de încărcare și fundaluri. A fost puternic criticat de jucători, care l-au numit shovelware - un tip de joc video sau pachet software cunoscut mai mult pentru cantitatea conținutului decât pentru calitatea sau utilitatea sa - și au dezaprobat utilizarea imaginilor bazate pe inteligență artificială de către Rovio. În cele din urmă, acea versiune de jos a fost întreruptă și eliminată din Magazinul Google Play.

## În film și televiziune
Unele filme au fost criticate negativ pentru includerea de conținut generat de inteligență artificială. Filmul „Noaptea târziu cu diavolul” (Late Night with the Devil) a fost remarcabil pentru utilizarea inteligenței artificiale, pe care unii au criticat-o ca fiind IA slop. Mai multe imagini generate de inteligență artificială de calitate scăzută au fost folosite ca titluri interstițiale, o imagine prezentând un schelet cu o structură osoasă inexactă și degete generate prost, care par deconectate de mâini.
Unele servicii de streaming, cum ar fi Amazon Prime Video, au folosit inteligența artificială pentru a genera postere și imagini miniatură într-un mod care poate fi descris ca fiind de proastă calitate. Un poster cu inteligență artificială de calitate scăzută a fost folosit pentru filmul din 1922, Nosferatu, înfățișându-l pe contele Orlok într-un mod care nu seamănă cu aspectul său din film. O imagine miniatură pentru 12 Angry Men de pe Amazon Freevee a folosit inteligența artificială pentru a înfățișa 19 bărbați cu fețe pătate, niciunul dintre aceștia nepărând să aibă vreo asemănare cu personajele din film. În plus, unii spectatori au observat că multe descrieri ale intrigii par a fi generate de inteligența artificială, ceea ce unii oameni au caracterizat ca fiind IA slop. Un sinopsis listat pe scurt pe site pentru filmul Dog Day Afternoon suna astfel: „Un bărbat ia ostatici la o bancă din Brooklyn. Din păcate, nu am suficiente informații pentru a rezuma mai departe în cadrul instrucțiunilor furnizate.”
Într-un caz, Deutsche Telekom a eliminat un serial din oferta sa media după ce telespectatorii s-au plâns de calitatea proastă și de dublajul monoton în limba germană (tradus din poloneza originală) și s-a aflat că acesta a fost realizat prin intermediul inteligenței artificiale.

## În muzică
În iulie 2025, numeroase instituții media au relatat acuzații conform cărora o trupă indie numită Velvet Sundown, care în doar câteva săptămâni acumulase peste 850.000 de ascultători pe Spotify, era generată de inteligență artificială. Criticii au observat că nu existau înregistrări ale vreunei reprezentații a trupei, că membrii individuali ai trupei nu aveau nicio prezență pe rețelele de socializare și că imaginile lor promoționale păreau a fi false. Instrumentul de detectare a inteligenței artificiale de la Deezer a semnalat muzica trupei ca fiind 100% generată de inteligență artificială. Un cont de socializare în numele trupei a negat că ar fi fost folosită vreo inteligență artificială în crearea muzicii lor. Cu toate acestea, în decurs de o săptămână, biografia trupei Velvet Sundown de pe Spotify a fost actualizată pentru a spune că trupa era „un proiect muzical sintetic ghidat de direcția creativă umană și compus, exprimat și vizualizat cu sprijinul inteligenței artificiale”, intenționat ca „provocare artistică”. La acel moment, trupa avea peste un milion de ascultători lunar pe Spotify.
Anterior, revista Rolling Stone (care a descris trupa Velvet Sundown ca fiind „evident fictivă”) a relatat că un purtător de cuvânt al trupei, pe nume Andrew Frelon, a recunoscut că muzica lor era o „farsă artistică” generată folosind instrumentul de inteligență artificială Suno. Cu toate acestea, Frelon a declarat ulterior că declarația sa era în sine o farsă și că nu avea nicio legătură cu trupa.

## În știință

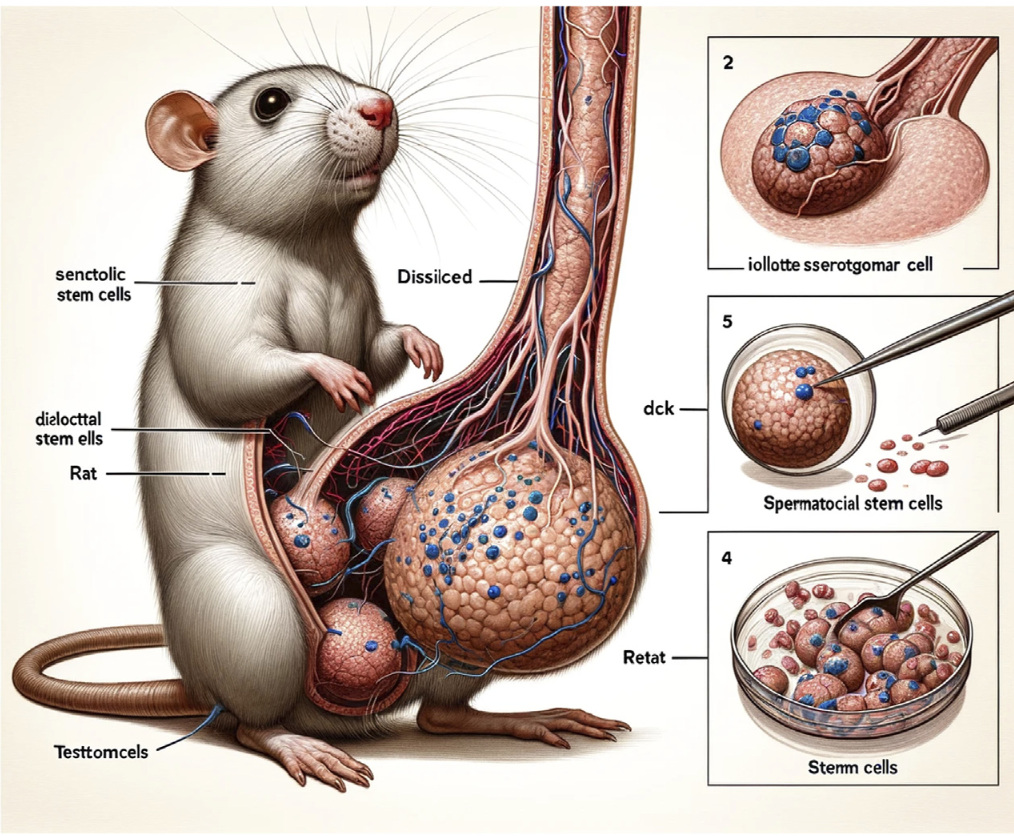
Un articol din Frontiers in Cell and Developmental Biology, acum retras, a inclus această figură generată de inteligența artificială cu text fără sens.

Inteligența artificială generativă a fost utilizată pentru a scrie articole care au fost publicate atât în fabrici de articole științifice de calitate inferioară, cât și în reviste de renume. În 2024, un articol evaluat de colegi care conținea o imagine generată a unui șobolan cu organe genitale absurd de mari, însoțit de text și diagrame absurde, a fost retras de Frontiers in Cell and Developmental Biology după ce a atras atenția oamenilor de știință pe rețelele de socializare.